# Regina Schwarz
Regina Schwarz (* 1. Oktober 1951 in Beuel als Regina Pentrup) ist eine deutsche Schriftstellerin. 
Regina Schwarz hat in Regensburg Lehramt für Grundschulen und anschließend Sozialpädagogik studiert. Während des Studiums begann sie, die ersten Gedichte zu schreiben. Neben Gedichten verfasst sie Bilderbuchtexte und Geschichten für Kinder. Viele ihrer Gedichte stehen in Schulbüchern, Anthologien und Zeitschriften.
Regina Schwarz ist verheiratet, hat drei Söhne und lebt heute in Langenfeld.